# Палац Галлієна
Палац Галлієна (фр. Palais Gallien) — руїни галло-романського амфітеатру початку II століття, розташовані в центрі міста Бордо (Франція). 1840 року споруду включено до першого реєстру історичних пам'яток Франції. Перебуває у власності комуни.

## Назва
Вулична табличка на площі Галлієна гласить: «Дружина була химерою, палац — міфом, а імператор Галлієн — мимовільним самозванцем».
Античні руїни мали назву «Пале-Гален» від Середньовіччя, принаймні, від 1367 року. У цей час місцевий фольклор перетворює Галену, легендарну королеву Бордо, на дружину Карла Великого, який, нібито, був у неї настільки закоханим, що побудував їй величезний палац. У XVI столітті гуманіст Елі Віне (1509—1587) усвідомив, що «палац» насправді є римським амфітеатром. Однак, уведений в оману схожістю імен «Гален» (Galien) і «Галлієн» (Gallien), він помилково приписав його будівництво імператору Галлієну.

## Історія

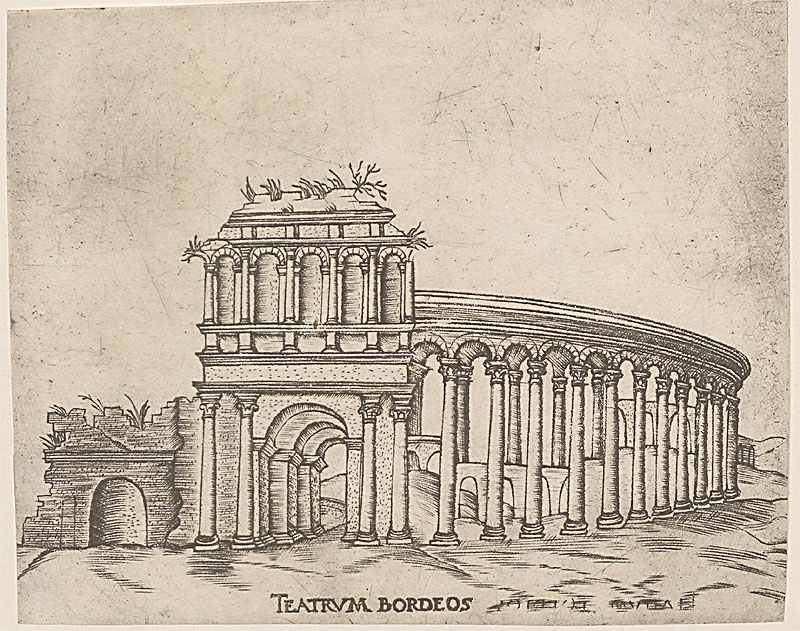
Вигляд амфітеатру, гравюра бл. 1560 року

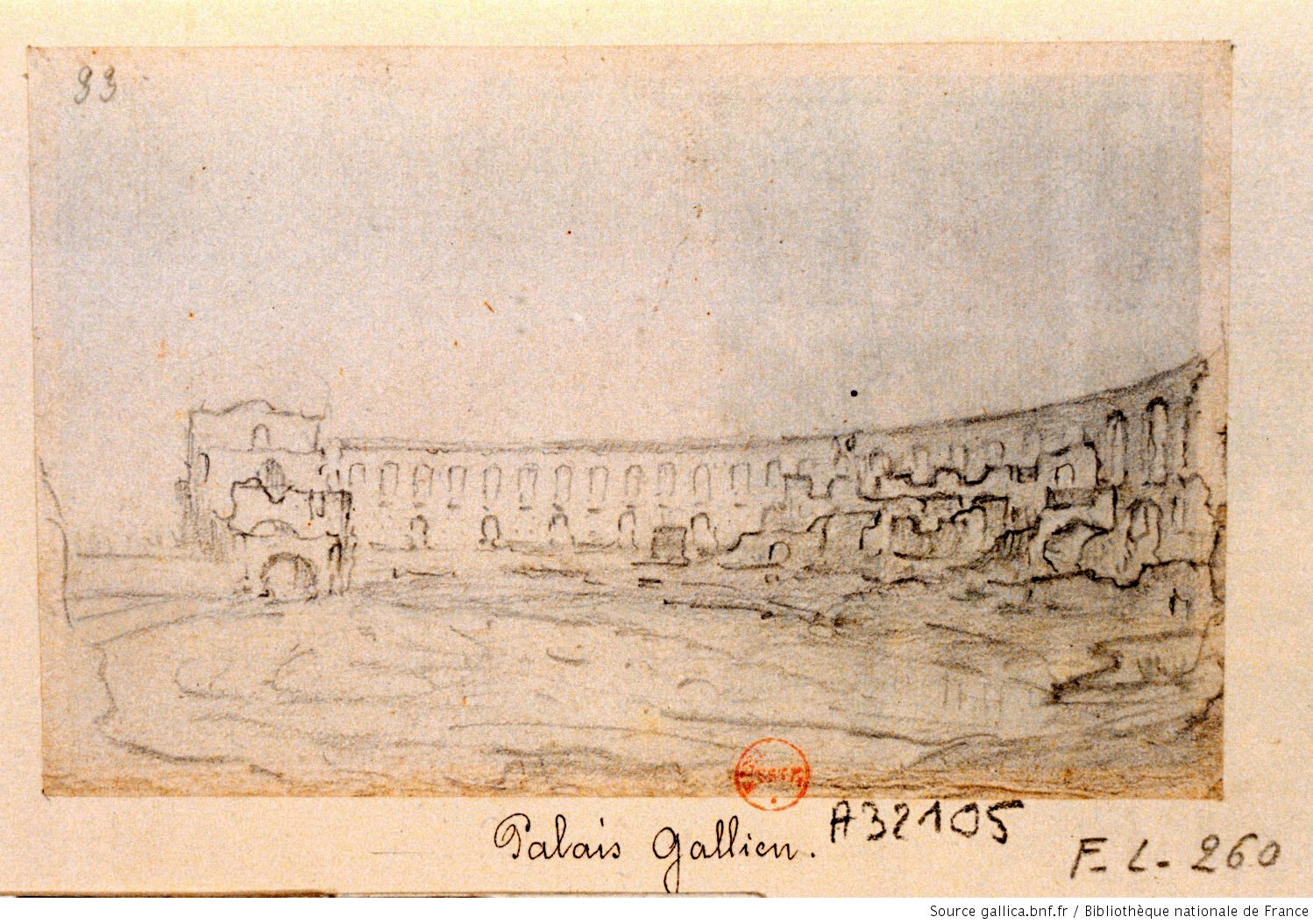
Малюнок Германа ван дер Хема, 1642

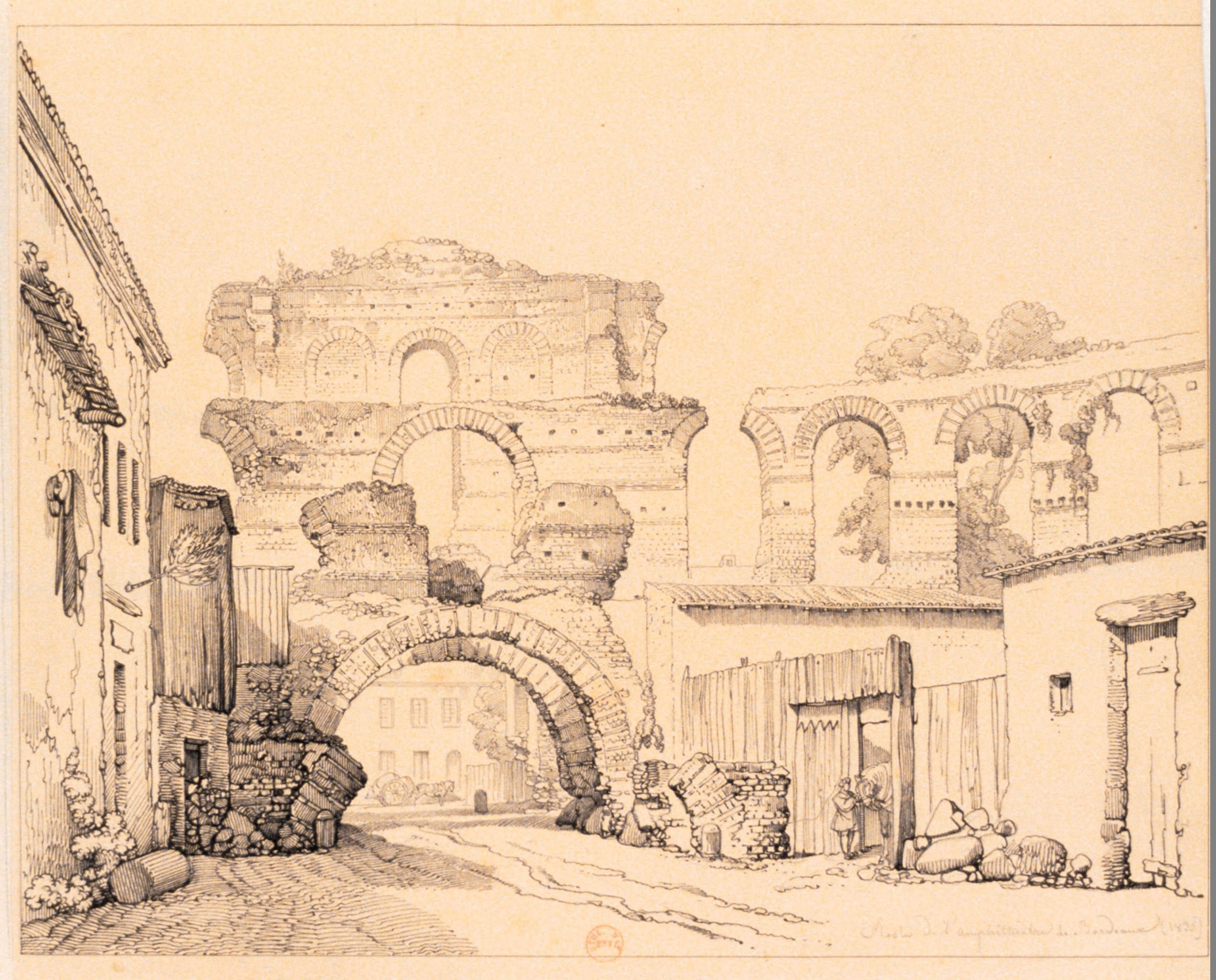
Малюнок Теодор Каруель д'Аліньї, 1835

Після революції руїни амфітеатру стали використовувати як громадський кар'єр для видобутку каменю. 15 лютого 1793 року його земельну ділянку продано окремими лотами. Для забезпечення легкого доступу до ділянок через амфітеатр прокладено дві дороги, для чого окремі частини монументальної споруди, зокрема, східний портал, повністю знесено. 14 вандем'єра IX року (за республіканським календарем; 6 жовтня 1800 року) міністр внутрішніх справ Люсьєн Бонапарт звернувся до префекта з проханням зупинити руйнацію будівлі. Десять днів по тому, 25 вандем'єра (17 жовтня) префектура видала указ, який забороняє завдавати будівлі шкоди.
1840 року амфітеатр включено до першого реєстру історичних пам'яток Франції. Таким чином, він став однією з перших будівель, які офіційно потрапили під захист держави.
1864 року залишки стін укріплено.
У 2010—2011 роках проведено археологічні розкопки, що дозволили уточнити датування споруди початком ІІ століття. При розкопках знайдено монети Галлієна (253—268), Постума (260—269) і Тетрика (271—274), кераміку III століття, а також бронзу часів імператора Траяна (98—117), що свідчить про користування спорудою вже в II столітті.